# Емил фон Беринг
Емил фон Беринг (Хансдорф, 15. март 1854 — Марбург, 31. март 1917) био је немачки лекар и имунолог и први добитник Нобелове награде за физиологију или медицину за 1901. годину, за серум против дифтерије. Био је нашироко познат као „спасилац деце”, пошто је у то време дифтерија била главни узрок смрти деце.
Био је професор у Берлину, Халеу и Марбургу, где је основао институт и фабрику серума. Пронашао је серуме против дифтерије и тетануса.

## Дела
- (1892)
- (1893)
- (1894)
- (1906)
- (1915)[3]